# Program de igienă
Programele de igienă sunt modalități de a oferi facilități de igienă de bază persoanelor care se confruntă cu lipsa adăpostului. Unele sunt centre de igienă de sine stătătoare, în timp ce altele sunt în locații care oferă și tipuri suplimentare de servicii. Sunt unul dintre cele mai moderne răspunsuri la abordarea persoanelor fără adăpost, în special în comparație cu lucruri precum adăposturile de bază pentru persoane fără adăpost, care oferă doar un pat și toaletă pentru noapte, sau bucătăriile cu supă, care în mod tradițional nu au avut nici măcar locuri unde clienții să-și spele mâinile.
Cel puțin, au toaletă, chiuvetă și duș. Dar mulți au alte facilități, cum ar fi o oglindă pentru a ajuta la bărbierit și la aplicarea produselor cosmetice, o stație de schimbare a scutecelor, prize electrice pentru aparate precum fier de călcat, standuri private, articole de igienă, cum ar fi săpun și pastă de dinți, tampoane, tampoane, prezervative, și/sau facilități de spălătorie.
Sprijinul public pentru programele de igienă a crescut, în parte datorită conștientizării că, pe lângă motive umanitare de bază, astfel de facilități oferă persoanelor care se confruntă cu lipsa adăpostului o alternativă la utilizarea toaletelor din biblioteci și alte clădiri publice.